# Lagarostrobos franklinii
Lagarostrobos franklinii é uma espécie de conífera pertencente à família Podocarpaceae. É o único membro do género Lagarostrobos e é conhecido como pinheiro-de-huon, em homenagem ao navegador francês Jean-Michel Huon de Kermadec, embora não seja um pinheiro mas uma conífera. A árvore pode viver até 10 mil anos.

## Conservação
Estima-se que cerca de 15% de seu habitat tenha sido perdido devido à inundação para projetos hidrelétricos e a incêndios nos últimos 100 anos ou mais. O desmatamento extensivo no passado removeu quase todas as árvores grandes, mas há regeneração quase em todos os lugares. Um bosque da espécie foi disponibilizado para acesso à madeira para artesanato a partir de árvores mortas e derrubadas sob um sistema de licenciamento rigoroso. É ilegal cortar árvores vivas.